# Luigi Roncaglia
Luigi Roncaglia (Roverbella, 10 de junio de 1943) es un deportista italiano que compitió en ciclismo en la modalidad de pista, especialista en la prueba de persecución por equipos.
Participó en dos Juegos Olímpicos de Verano,  en la prueba de persecución por equipos, obteniendo en total dos medallas, plata en Tokio 1964 (junto con Franco Testa, Vincenzo Mantovani y Carlo Rancati) y bronce en México 1968 (con Lorenzo Bosisio, Cipriano Chemello y Giorgio Morbiato).
Ganó cuatro medallas en el Campeonato Mundial de Ciclismo en Pista entre los años 1965 y 1968.

## Medallero internacional
| Juegos Olímpicos   | Juegos Olímpicos          | Juegos Olímpicos  | Juegos Olímpicos            |
| Año                | Lugar                     | Medalla           | Competición                 |
| ------------------ | ------------------------- | ----------------- | --------------------------- |
| 1964               | Tokio (Japón)             | Medalla de plata  | Persecución por equipos     |
| 1968               | Ciudad de México (México) | Medalla de bronce | Persecución por equipos     |
| Campeonato Mundial |                           |                   |                             |
| Año                | Lugar                     | Medalla           | Competición                 |
| 1965               | San Sebastián (España)    | Medalla de plata  | Persecución por equipos (A) |
| 1966               | Fráncfort (RFA)           | Medalla de oro    | Persecución por equipos (A) |
| 1967               | Ámsterdam (Países Bajos)  | Medalla de plata  | Persecución por equipos (A) |
| 1968               | Montevideo (Uruguay)      | Medalla de oro    | Persecución por equipos (A) |